# ATP Challenger Series 1996
In der folgenden Tabelle werden die Turniere der professionellen Herrentennis-Saison 1996 der ATP Challenger Series dargestellt. Sie bestand aus 98 Turnieren mit einem Preisgeld von 25.000 bis 125.000 US-Dollar. Es war die 19. Ausgabe des Challenger-Turnierzyklus.

## Turnierplan

### Januar
| Datum1 | Ort       | Turnier              | Preisgeld | Belag2      | Sieger Einzel     | Sieger Doppel                  |
| ------ | --------- | -------------------- | --------- | ----------- | ----------------- | ------------------------------ |
| 22.01. | Heilbronn | Heilbronn Open       | $ 100.000 | Teppich (i) | Chris Woodruff    | Lorenzo Manta Pavel Vízner     |
| 29.01. | Lippstadt | Lippstadt Challenger | $ 025.000 | Teppich (i) | Hendrik Dreekmann | T. J. Middleton Chris Woodruff |

### Februar
| Datum1 | Ort            | Turnier                   | Preisgeld | Belag2        | Sieger Einzel     | Sieger Doppel                      |
| ------ | -------------- | ------------------------- | --------- | ------------- | ----------------- | ---------------------------------- |
| 05.02. | Wolfsburg      | Volkswagen Challenger     | $ 025.000 | Teppich (i)   | Gianluca Pozzi    | Dirk Dier Arne Thoms               |
| 12.02. | Hambühren      | Hambühren Challenger      | $ 025.000 | Teppich (i)   | Jens Knippschild  | Jim Pugh Joost Winnink             |
| 19.02. | Cherbourg      | Cherbourg Challenger      | $ 050.000 | Hartplatz (i) | Magnus Gustafsson | Marius Barnard Bill Behrens        |
| 19.02. | Punta del Este | Punta del Este Challenger | $ 025.000 | Sand          | Félix Mantilla    | Gustavo Kuerten Jaime Oncins       |
| 26.02. | Hamburg        | Warsteiner Challenger     | $ 125.000 | Teppich (i)   | Kenneth Carlsen   | Tomáš Krupa Pavel Vízner           |
| 26.02. | Salinas        | Salinas Challenger        | $ 025.000 | Hartplatz     | Óscar Martínez    | Juan Carlos Bianchi Claude N’Goran |

### März
| Datum1 | Ort          | Turnier                 | Preisgeld | Belag2        | Sieger Einzel     | Sieger Doppel                     |
| ------ | ------------ | ----------------------- | --------- | ------------- | ----------------- | --------------------------------- |
| 04.03. | Indian Wells | Indian Wells Challenger | $ 050.000 | Hartplatz     | Jason Stoltenberg | Brett Hansen-Dent Brian MacPhie   |
| 04.03. | Bromma       | Bromma Challenger       | $ 025.000 | Hartplatz (i) | Johan van Herck   | Andrew Foster Danny Sapsford      |
| 18.03. | Agadir       | Agadir Challenger       | $ 050.000 | Sand          | Christian Ruud    | Jared Palmer Christo van Rensburg |

### April
| Datum1 | Ort             | Turnier                    | Preisgeld | Belag2        | Sieger Einzel    | Sieger Doppel                    |
| ------ | --------------- | -------------------------- | --------- | ------------- | ---------------- | -------------------------------- |
| 01.04. | West Bloomfield | West Bloomfield Challenger | $ 050.000 | Hartplatz (i) | Grant Stafford   | Rikard Bergh Shelby Cannon       |
| 01.04. | Puerto Vallarta | Puerto Vallarta Challenger | $ 025.000 | Hartplatz     | Geoff Grant      | Francisco Montana Jack Waite     |
| 08.04. | Neapel          | Napoli Challenger          | $ 075.000 | Sand          | Félix Mantilla   | Omar Camporese Diego Nargiso     |
| 08.04. | Nagoya          | Nagoya Challenger          | $ 050.000 | Hartplatz     | Kevin Ullyett    | Satoshi Iwabuchi Takao Suzuki    |
| 15.04. | Malta           | Malta Challenger           | $ 025.000 | Hartplatz     | Hicham Arazi     | Alejandro Hernández Óscar Ortiz  |
| 22.04. | Birmingham      | Birmingham Challenger      | $ 075.000 | Sand          | Mariano Zabaleta | Javier Frana Karel Nováček       |
| 22.04. | Fargʻona        | Fergana Challenger         | $ 025.000 | Hartplatz     | Stéphane Simian  | Mahesh Bhupathi Leander Paes     |
| 22.04. | Prag            | Prague Challenger          | $ 025.000 | Sand          | Galo Blanco      | Donald Johnson Francisco Montana |
| 29.04. | Andijon         | Andijan Challenger         | $ 025.000 | Hartplatz     | Grant Stafford   | Geoff Grant Maurice Ruah         |

### Mai
| Datum1 | Ort        | Turnier                     | Preisgeld | Belag2    | Sieger Einzel      | Sieger Doppel                       |
| ------ | ---------- | --------------------------- | --------- | --------- | ------------------ | ----------------------------------- |
| 06.05. | Ljubljana  | Ljubljana Challenger        | $ 125.000 | Sand      | Hicham Arazi       | Pablo Albano Lucas Arnold Ker       |
| 06.05. | Jerusalem  | Jerusalem Challenger        | $ 050.000 | Hartplatz | Grant Stafford     | Neville Godwin Leander Paes         |
| 06.05. | Bratislava | Bratislava Challenger       | $ 025.000 | Sand      | David Škoch        | Marcelo Charpentier Gustavo Kuerten |
| 13.05. | Dresden    | Ostdeutscher Sparkassen Cup | $ 050.000 | Sand      | Patrik Fredriksson | Ola Kristiansson Mårten Renström    |
| 20.05. | Budapest   | Budapest Challenger I       | $ 075.000 | Sand      | Hernán Gumy        | Nuno Marques Tom Vanhoudt           |
| 27.05. | Stettin    | Szczecin Challenger         | $ 050.000 | Sand      | Jimy Szymanski     | Tom Vanhoudt Fernon Wibier          |

### Juni
| Datum1 | Ort          | Turnier              | Preisgeld | Belag2 | Sieger Einzel          | Sieger Doppel                     |
| ------ | ------------ | -------------------- | --------- | ------ | ---------------------- | --------------------------------- |
| 03.06. | Fürth        | Quelle Cup           | $ 100.000 | Sand   | Hicham Arazi           | Joshua Eagle Tom Kempers          |
| 03.06. | Annenheim    | Annenheim Challenger | $ 050.000 | Rasen  | Alex Rădulescu         | Sandon Stolle Michael Tebbutt     |
| 03.06. | Medellín     | Medellín Challenger  | $ 025.000 | Sand   | Mauricio Hadad         | Pablo Campana Tamer El Sawy       |
| 10.06. | Cali         | Cali Challenger      | $ 050.000 | Sand   | Mauricio Hadad         | Brett Hansen-Dent T. J. Middleton |
| 10.06. | Zagreb       | Zagreb Challenger    | $ 050.000 | Sand   | Sargis Sargsian        | Donald Johnson Jack Waite         |
| 10.06. | Weiden       | ATU Cup              | $ 025.000 | Sand   | Tomas Nydahl           | Jonathan Leach Mosé Navarra       |
| 17.06. | Košice       | Košice Challenger    | $ 125.000 | Sand   | Marcos Aurelio Górriz  | Olivier Delaître Jeff Tarango     |
| 17.06. | Bogotá       | Bogotá Challenger    | $ 050.000 | Sand   | Roberto Jabali         | Brett Hansen-Dent T. J. Middleton |
| 17.06. | Eisenach     | Wartburg Open        | $ 025.000 | Sand   | Dennis van Scheppingen | Donald Johnson Francisco Montana  |
| 24.06. | Braunschweig | Nord/LB Open         | $ 125.000 | Sand   | Alberto Berasategui    | Karsten Braasch Jens Knippschild  |

### Juli
| Datum1 | Ort          | Turnier                 | Preisgeld | Belag2    | Sieger Einzel          | Sieger Doppel                         |
| ------ | ------------ | ----------------------- | --------- | --------- | ---------------------- | ------------------------------------- |
| 01.07. | Venedig      | Venice Challenger       | $ 100.000 | Sand      | Alberto Berasategui    | Federico Mordegan Vincenzo Santopadre |
| 01.07. | Ulm          | Müller Cup              | $ 050.000 | Sand      | Kris Goossens          | Karsten Braasch Jens Knippschild      |
| 01.07. | Montauban    | Montauban Challenger    | $ 025.000 | Sand      | Andrei Pavel           | Gilles Bastié Claude N’Goran          |
| 08.07. | Ostende      | Ostend Challenger       | $ 075.000 | Sand      | Thierry Champion       | Lucas Arnold Ker David Škoch          |
| 08.07. | Bristol      | Bristol Challenger      | $ 050.000 | Rasen     | Ben Ellwood            | Petr Pála Andrew Richardson           |
| 08.07. | São Paulo    | São Paulo Challenger    | $ 050.000 | Hartplatz | Roberto Jabali         | Alejandro Hernández Òscar Ortiz       |
| 08.07. | Oberstaufen  | Oberstaufen Cup         | $ 025.000 | Sand      | Jens Knippschild       | Karsten Braasch Jens Knippschild      |
| 15.07. | Manchester   | Manchester Challenger   | $ 050.000 | Rasen     | Ben Ellwood            | Maks Mirny Lior Mor                   |
| 15.07. | Quito        | Quito Challenger        | $ 050.000 | Sand      | Pablo Campana          | Pablo Campana Nicolás Lapentti        |
| 15.07. | Scheveningen | Scheveningen Challenger | $ 050.000 | Sand      | Dennis van Scheppingen | Brandon Coupe Paul Rosner             |
| 15.07. | Tampere      | Tampere Challenger      | $ 050.000 | Sand      | Attila Sávolt          | Donald Johnson Francisco Montana      |
| 22.07. | Aptos        | Aptos Challenger        | $ 050.000 | Hartplatz | Albert Chang           | Sébastien Leblanc Jocelyn Robichaud   |
| 29.07. | Istanbul     | Istanbul Challenger     | $ 100.000 | Hartplatz | Ignacio Truyol         | Mark Petchey Danny Sapsford           |
| 29.07. | Meran        | Merano Challenger       | $ 075.000 | Sand      | Juan Albert Viloca     | João Cunha e Silva Nuno Marques       |
| 29.07. | Lexington    | Lexington Challenger    | $ 050.000 | Hartplatz | Steve Bryan            | Geoff Grant Grant Stafford            |

### August
| Datum1 | Ort            | Turnier                   | Preisgeld | Belag2    | Sieger Einzel       | Sieger Doppel                     |
| ------ | -------------- | ------------------------- | --------- | --------- | ------------------- | --------------------------------- |
| 05.08. | Segovia        | Open Castilla y León      | $ 100.000 | Hartplatz | Jérôme Golmard      | Jordi Burillo Emilio Sánchez      |
| 05.08. | Binghamton     | Binghamton Challenger     | $ 050.000 | Hartplatz | Vincenzo Santopadre | Justin Gimelstob Jeff Salzenstein |
| 05.08. | Belo Horizonte | Belo Horizonte Challenger | $ 025.000 | Hartplatz | Jaime Oncins        | Leonardo Lavalle Maurice Ruah     |
| 05.08. | Pilsen         | Pilzen Challenger         | $ 025.000 | Sand      | Dominik Hrbatý      | Jan Kodeš Petr Luxa               |
| 12.08. | Posen          | Poznań Challenger         | $ 100.000 | Sand      | Thierry Champion    | Cristian Brandi Filippo Messori   |
| 12.08. | Bronx          | Bronx Challenger          | $ 050.000 | Hartplatz | Tamer El Sawy       | David Di Lucia Scott Humphries    |
| 12.08. | Alicante       | Alicante Challenger       | $ 025.000 | Sand      | Juan Albert Viloca  | José Antonio Conde Nuno Marques   |
| 19.08. | Graz           | Graz Challenger           | $ 125.000 | Sand      | Juan Albert Viloca  | Pablo Albano László Markovits     |
| 19.08. | Genf           | Geneva Challenger         | $ 050.000 | Sand      | Marcelo Charpentier | Patrick Baur Jens Knippschild     |
| 26.08. | Alpirsbach     | Alpirsbach Challenger     | $ 025.000 | Sand      | Magnus Norman       | Karsten Braasch Jens Knippschild  |
| 26.08. | Samarqand      | Samarkand Challenger      | $ 025.000 | Sand      | Juan Antonio Marín  | José Frontera Oleg Ogorodov       |

### September
| Datum1 | Ort        | Turnier                | Preisgeld | Belag2        | Sieger Einzel      | Sieger Doppel                       |
| ------ | ---------- | ---------------------- | --------- | ------------- | ------------------ | ----------------------------------- |
| 02.09. | Aruba      | Aruba Challenger       | $ 125.000 | Hartplatz     | Vincent Spadea     | Mahesh Bhupathi Leander Paes        |
| 02.09. | Taschkent  | Tashkent Challenger    | $ 125.000 | Sand          | Félix Mantilla     | Marcelo Charpentier Albert Portas   |
| 02.09. | Prostějov  | Prostějov Challenger   | $ 075.000 | Sand          | Andrei Tschesnokow | Mathias Huning Jack Waite           |
| 02.09. | Azoren     | Azores Challenger      | $ 050.000 | Hartplatz     | Nuno Marques       | Marcus Hilpert Christian Saceanu    |
| 02.09. | Brașov     | Brașov Challenger      | $ 050.000 | Sand          | Dinu Pescariu      | George Cosac Dinu Pescariu          |
| 09.09. | Budapest   | Budapest Challenger II | $ 050.000 | Sand          | Răzvan Sabău       | László Markovits Attila Sávolt      |
| 09.09. | Olbia      | Olbia Challenger       | $ 050.000 | Hartplatz     | Omar Camporese     | Nicola Bruno Stéphane Simian        |
| 09.09. | Chennai    | Chennai Challenger     | $ 025.000 | Hartplatz     | Oleg Ogorodov      | Mahesh Bhupathi Leander Paes        |
| 16.09. | Budva      | Budva Challenger       | $ 075.000 | Sand          | Orlin Stanoitschew | Nebojša Đorđević Aleksandar Kitinov |
| 16.09. | Porto      | Oporto Challenger      | $ 075.000 | Sand          | Richard Fromberg   | Emanuel Couto Nuno Marques          |
| 16.09. | Bad Saarow | Bad Saarow Challenger  | $ 050.000 | Sand          | Magnus Norman      | Jens Knippschild Marcos Ondruska    |
| 23.09. | Champaign  | Urbana Challenger      | $ 050.000 | Hartplatz (i) | Justin Gimelstob   | David Di Lucia Scott Humphries      |
| 23.09. | Peking     | Beijing Challenger     | $ 025.000 | Hartplatz     | Yoon Yong-il       | Mahesh Bhupathi Peter Tramacchi     |
| 23.09. | Sevilla    | Copa Sevilla           | $ 025.000 | Sand          | Francisco Roig     | Ola Kristiansson Tom Vanhoudt       |
| 23.09. | Skopje     | Skopje Challenger      | $ 025.000 | Sand          | Lars Jonsson       | Nebojša Đorđević Aleksandar Kitinov |
| 30.09. | Monterrey  | Monterrey Challenger   | $ 100.000 | Hartplatz     | Kevin Ullyett      | Sargis Sargsian Michael Sell        |

### Oktober
| Datum1 | Ort       | Turnier                 | Preisgeld | Belag2        | Sieger Einzel      | Sieger Doppel                      |
| ------ | --------- | ----------------------- | --------- | ------------- | ------------------ | ---------------------------------- |
| 07.10. | Barcelona | Barcelona Challenger    | $ 125.000 | Sand          | Marcelo Filippini  | Finale nicht gespielt              |
| 14.10. | Kairo     | Cairo Challenger        | $ 050.000 | Sand          | Fernando Meligeni  | Alberto Berasategui Germán Puentes |
| 14.10. | Mallorca  | Mallorca Challenger     | $ 050.000 | Sand          | Dominik Hrbatý     | Cristian Brandi Filippo Messori    |
| 14.10. | Tanagura  | Tanagura Challenger     | $ 025.000 | Hartplatz     | Patrik Fredriksson | Brian MacPhie Roger Smith          |
| 21.10. | Brest     | Brest Challenger        | $ 100.000 | Hartplatz (i) | Guillaume Raoux    | Donald Johnson Mark Keil           |
| 21.10. | Seoul     | Seoul Challenger        | $ 050.000 | Sand          | Jaime Oncins       | Lee Hyung-taik Yoon Yong-il        |
| 28.10. | Aachen    | Lambertz Open by STAWAG | $ 050.000 | Hartplatz (i) | Alexander Wolkow   | Robbie Koenig Oleg Ogorodov        |
| 28.10. | Ahmedabad | Ahmedabad Challenger    | $ 025.000 | Sand          | Nuno Marques       | Mahesh Bhupathi Leander Paes       |

### November
| Datum1 | Ort        | Turnier               | Preisgeld | Belag2        | Sieger Einzel       | Sieger Doppel                       |
| ------ | ---------- | --------------------- | --------- | ------------- | ------------------- | ----------------------------------- |
| 04.11. | Neumünster | Neumünster Challenger | $ 025.000 | Teppich (i)   | Arne Thoms          | Stephen Noteboom Fernon Wibier      |
| 11.11. | Andorra    | Andorra Challenger    | $ 100.000 | Hartplatz (i) | Justin Gimelstob    | Tomás Carbonell Francisco Roig      |
| 11.11. | Campinas   | Campinas Challenger   | $ 050.000 | Sand          | Gustavo Kuerten     | Gustavo Kuerten Fernando Meligeni   |
| 11.11. | La Réunion | Réunion Challenger    | $ 050.000 | Hartplatz     | Patrik Fredriksson  | Hendrik Jan Davids Fabrice Santoro  |
| 18.11. | Austin     | Austin Challenger     | $ 025.000 | Hartplatz     | Sargis Sargsian     | Sargis Sargsian Michael Sell        |
| 18.11. | Mauritius  | Mauritius Challenger  | $ 025.000 | Rasen         | Leander Paes        | Patrick Baur Joost Winnink          |
| 18.11. | Portorož   | Portorož Challenger   | $ 025.000 | Hartplatz     | Gianluca Pozzi      | Nebojša Đorđević Aleksandar Kitinov |
| 18.11. | Puebla     | Puebla Challenger     | $ 025.000 | Hartplatz     | Alejandro Hernández | Leonardo Lavalle Maurice Ruah       |
| 25.11. | Amarillo   | Amarillo Challenger   | $ 050.000 | Hartplatz (i) | Sargis Sargsian     | Maks Mirny Kevin Ullyett            |

### Dezember
| Datum1 | Ort               | Turnier                  | Preisgeld | Belag2    | Sieger Einzel       | Sieger Doppel                     |
| ------ | ----------------- | ------------------------ | --------- | --------- | ------------------- | --------------------------------- |
| 02.12. | Daytona Beach     | Daytona Beach Challenger | $ 050.000 | Hartplatz | Andrei Tscherkassow | Justin Gimelstob Jeff Salzenstein |
| 02.12. | Santiago de Chile | Santiago Challenger      | $ 025.000 | Sand      | Guillermo Cañas     | Gastón Etlis Martín Rodríguez     |
| 09.12. | Perth             | Perth Challenger         | $ 025.000 | Hartplatz | Richard Fromberg    | James Holmes Andrew Painter       |

- 1 Turnierbeginn (ohne Qualifikation)
- 2 Das Kürzel „(i)“ (= indoor) bedeutet, dass das betreffende Turnier in einer Halle ausgetragen wurde.